# Hvozdík písečný
Hvozdík písečný (Dianthus arenarius) je jeden z mnoha, asi 300 druhů téměř celosvětově rozšířeného heterogenního rodu hvozdík.

## Výskyt
Ryze evropský druh, je rozšířen v severní a střední Evropě s přesahem do Běloruska a na Ukrajinu. Vyhovují mu slunná stanoviště se suchou, propustnou hrubozrnnou štěrkopísčitou půdou s minimem humusu, kůlovitý kořen mu pomáhá snášet dlouhodobé sucho. Růstem v kamenitém terénu využívá jeho špatné tepelné vodivosti a tím snesitelnou, nižší teplotu pod povrchem i při silném slunečním úpalu. Protože je jinak rostlinou s nízkou konkurenční schopnosti pomáhá mu toto relativně nepříznivé prostředí snáze odolávat konkurujícím rostlinám.
V České republice vyrůstá jen velmi vzácně endemický poddruh hvozdík písečný český na jediném přirozeném stanovišti u obce Kleneč poblíž Roudnice nad Labem v Českém středohoří. Nejvíce mu v současnosti škodí mizející písčiny zarůstající náletovými dřevinami a růstem vysokých, suchu odolných travin.

## Popis
Vytrvalá, hustě trsnatá bylina s hlubokým kořenem a větveným oddenkem. Vyrůstají z něho listy vysoké asi 5 cm a květní lodyhy 15 až 20 cm dlouhé. Tmavozelené vytrvalé přízemní listy jsou čárkovitě kopinaté, tuhé a po obvodu drsné. Z přímé nebo vystoupavé lysé lodyhy, jen zřídka rozvětvené, vyrůstají v kolénkách přisedlé šídlovité listy dlouhé 2 až 5 cm a široké jen do 2 mm.
Oboupohlavné cizosprašné, vonné květy, mající v průměru až 3 cm vyrůstají na tenkých rozkladitých stopkách. Rostou po jednom nebo jsou uspořádány do malokvětého řídkého vidlanového květenství. Pravidelná koruna se skládá z pěti vejčitých, peřenosečně zubatých korunních plátků majících čárkovité úkrojky hlubší více než polovina délky, u báze jsou plátky porostlé chloupky. Koruna bývá barvy převážně bílé, zřídka jsou i růžové nebo nafialovělé, někdy mívají na spodu načervenalé proužky. Kalich je podepřen listeny sahajícími jen do čtvrtiny délky zelené, nachové nebo nafialovělé kališní trubky jejíž plátky jsou trojúhelníkovitého tvaru a vrcholy mají zašpičatělé.
Hvozdík písečný vykvétá přibližně v květnu až červenci, opylován je létajícím hmyzem, v květech jsou nektaria. Plodem jsou pukající čtyřdílné tobolky s drobnými semeny rozptylovanými po okolí větrem.
Rostlina se může rozmnožovat oddenky (vegetativně) nebo semeny (generativně). Semena jsou schopna vyklíčit jen po dopadu na otevřenou půdu řídce zapojených bylin nepokrytou souvislými drny nebo zastíněnou vzrůstnějšími rostlinami.

## Taxonomie
Hvozdík písečný se podle názoru některých vědců člení do pěti poddruhů které vyrůstají v:
- Dianthus arenarius L. subsp. arenarius – v jižním Švédsku a střední Evropě
- Dianthus arenarius L. subsp. borruscius (Vierh.) Kleopow – ve střední a severovýchodní Evropě
- Dianthus arenarius L. subsp. pseudosquarrosus (Novák) Kleopow – v Bělorusku a na Ukrajině
- Dianthus arenarius L. subsp. pseudoserotinus (Błocki) Tutin – na západní Ukrajině
- Dianthus arenarius L. subsp. bohemicus (Novák) O. Schwarz – hvozdík písečný český – kriticky ohrožený český endemit.[2][6]

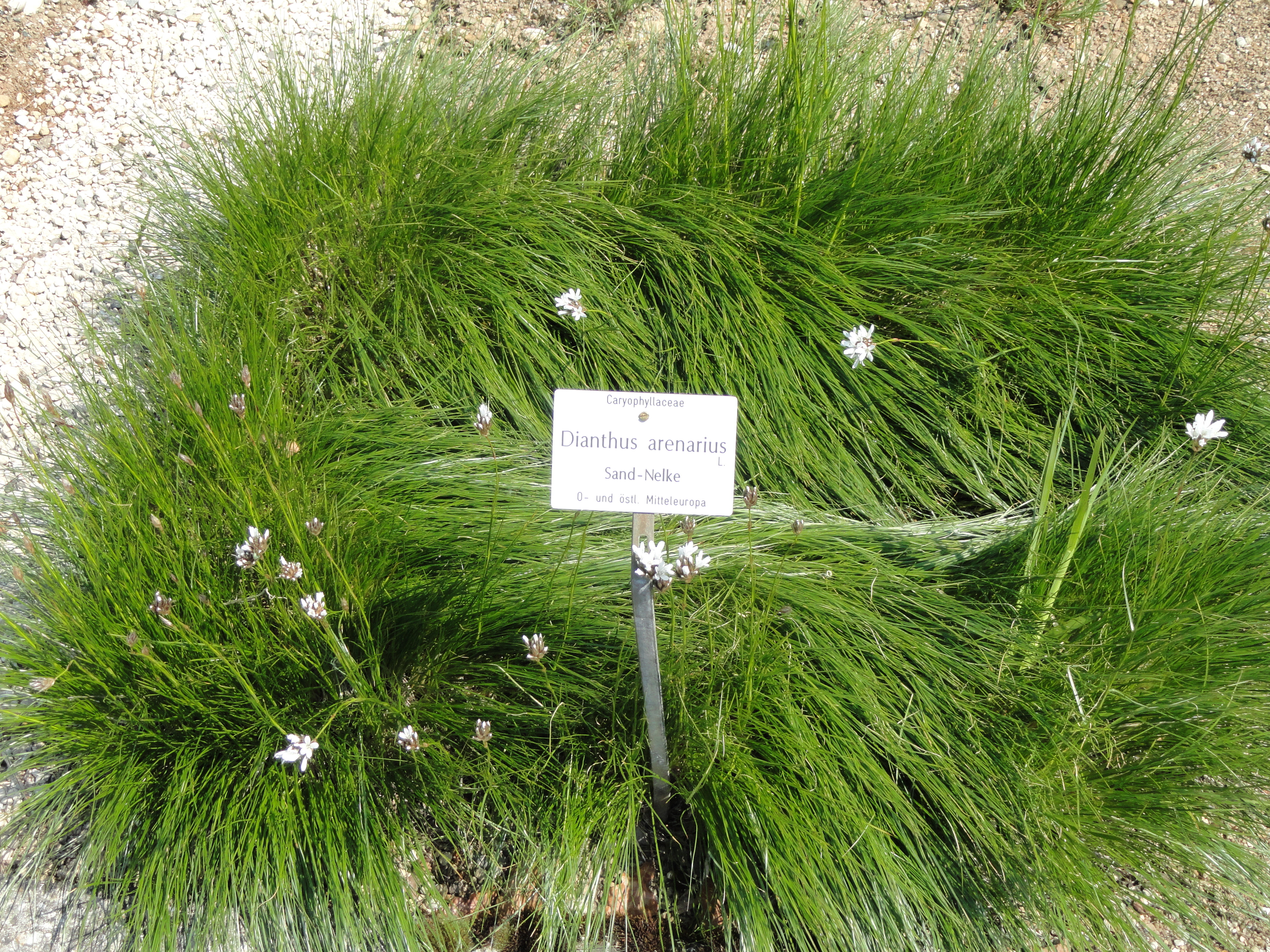
Mohutný trs
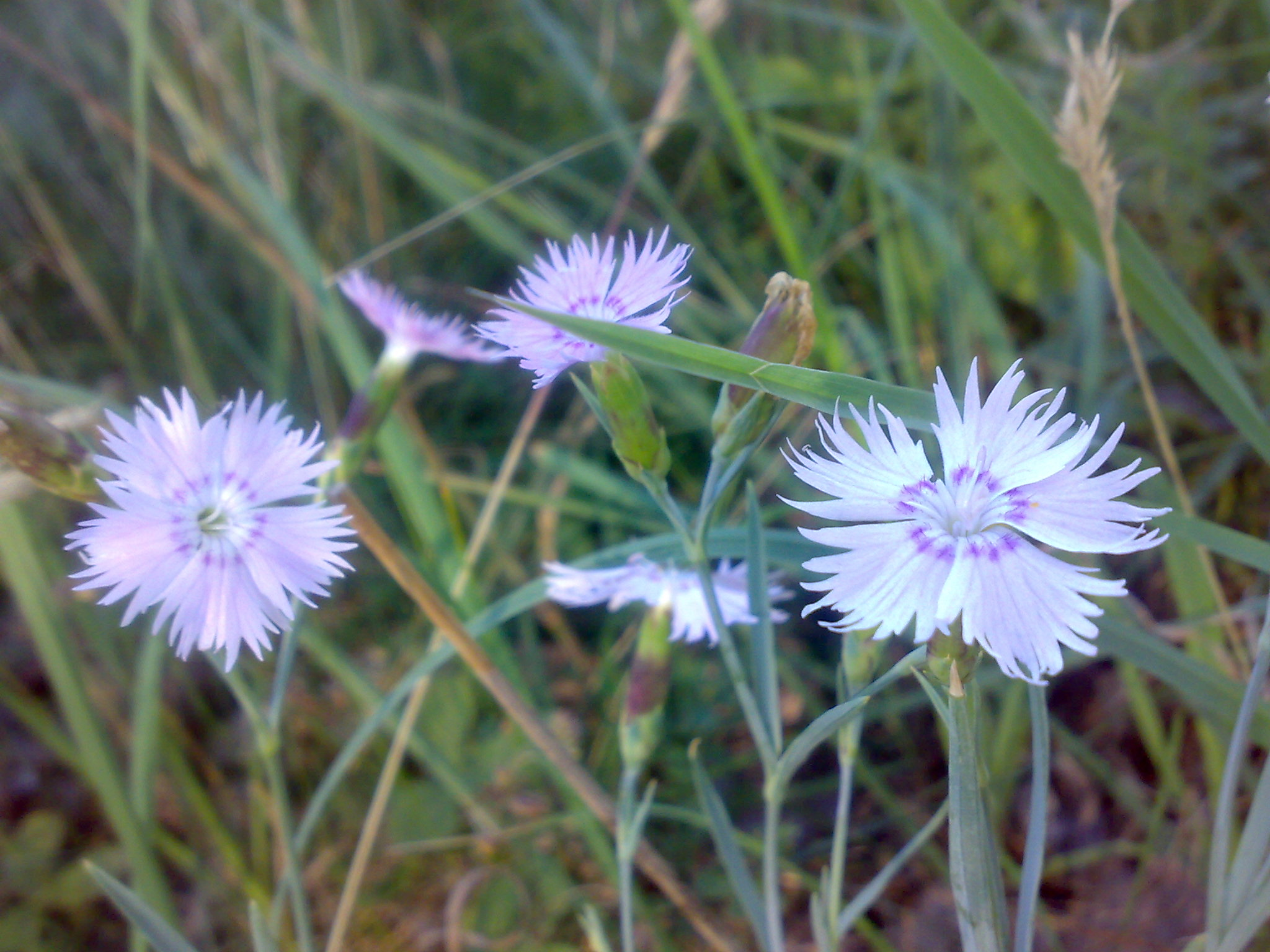
Květy zblízka
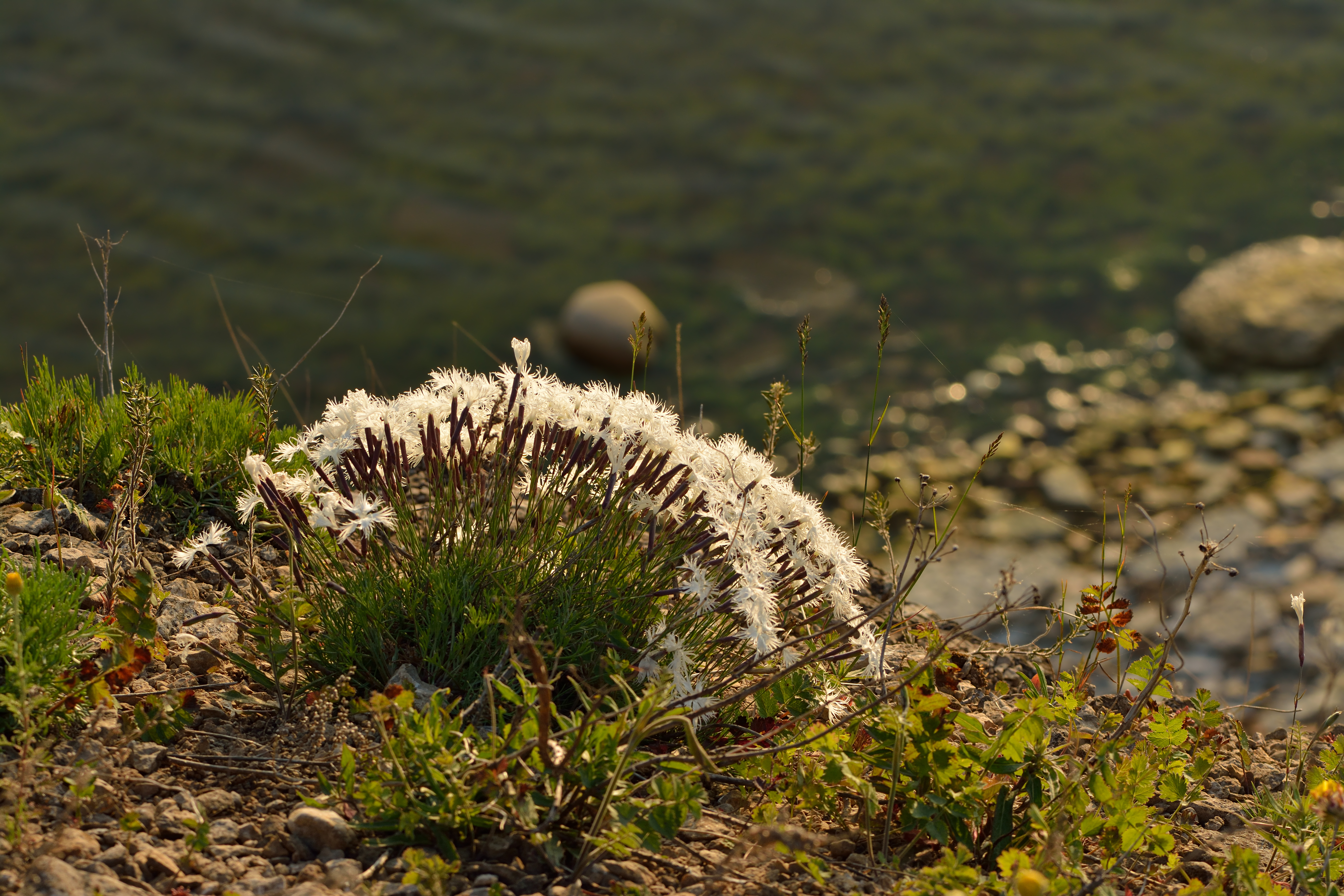
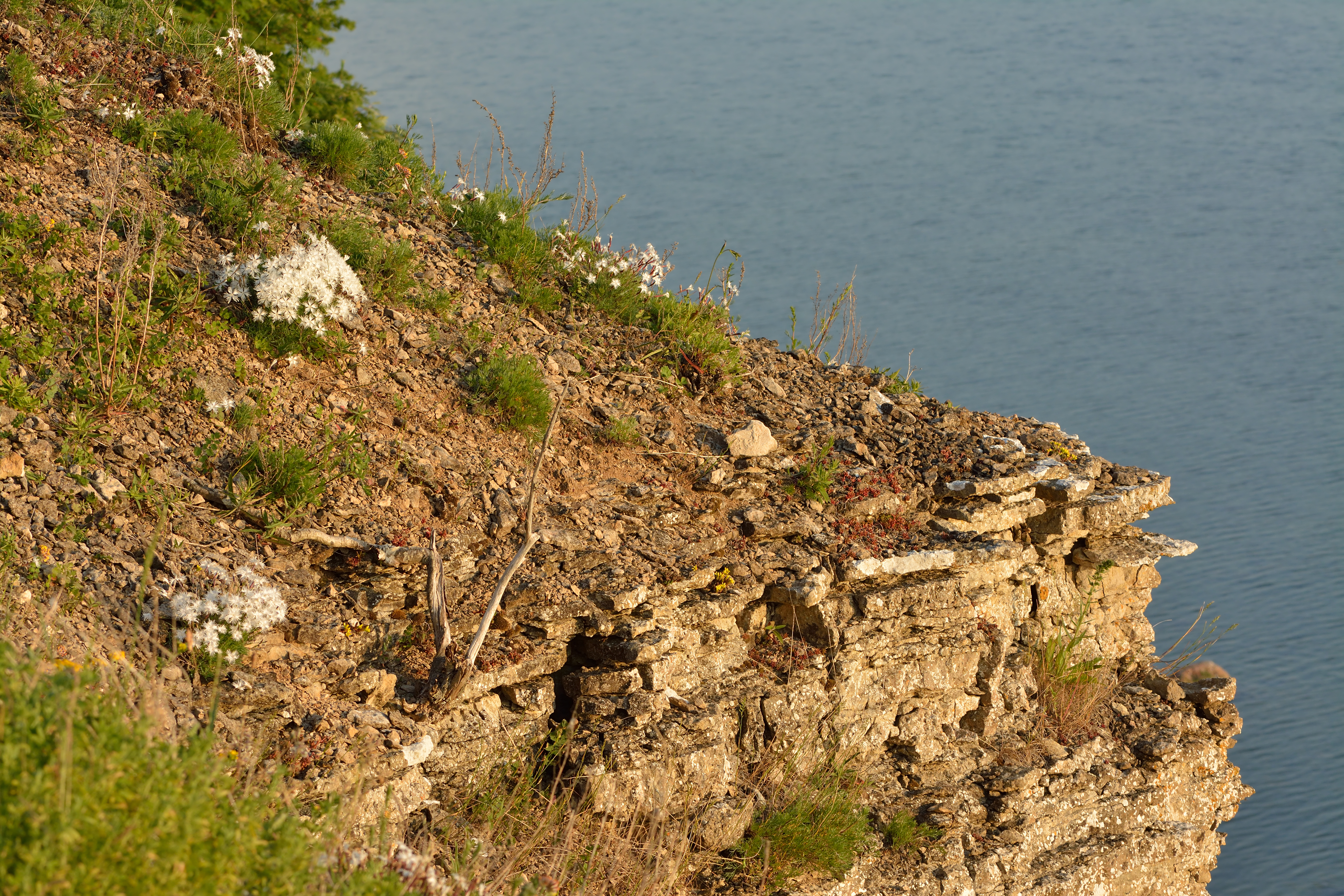